# Jānis Bojārs
Jānis Bojārs (ur. 12 maja 1956, zm. 5 czerwca 2018) – łotewski i radziecki lekkoatleta pochodzenia łotewskiego, który specjalizował się w pchnięciu kulą.
Dwukrotny halowy mistrz Europy. W 1982 roku sięgnął po srebrny medal mistrzostw Europy, a trzy lata później stanął na najniższym stopniu podium podczas World Indoor Games. Pięć razy zdobywał złote medale mistrzostw ZSRR. Rekord życiowy: stadion – 21,74 m (14 lipca 1984, Ryga); hala – 21,25 m (17 lutego 1984, Moskwa). Oba wyniki są aktualnymi rekordami Łotwy.

## Osiągnięcia
| Rok  | Impreza                   | Miejsce   | Lokata     | Wynik |
| ---- | ------------------------- | --------- | ---------- | ----- |
| 1982 | Mistrzostwa Europy        | Ateny     | 2. miejsce | 20,00 |
| 1983 | Halowe mistrzostwa Europy | Budapeszt | 1. miejsce | 20,56 |
| 1983 | Mistrzostwa świata        | Helsinki  | 5. miejsce | 20,32 |
| 1984 | Halowe mistrzostwa Europy | Göteborg  | 1. miejsce | 20,84 |
| 1984 | Przyjaźń-84               | Moskwa    | 4. miejsce | 21,48 |
| 1985 | World Indoor Games        | Paryż     | 3. miejsce | 19,94 |
| 1985 | Halowe mistrzostwa Europy | Pireus    | 4. miejsce | 20,03 |
| 1986 | Halowe mistrzostwa Europy | Madryt    | 4. miejsce | 20,09 |